# Mikael Flygind Larsen
Mikael Flygind Larsen (Tønsberg, 18 september 1982) is een Noors langebaanschaatser. Hij is gespecialiseerd in de afstanden 1000 en 1500 meter.

## Persoonlijke records
| Afstand    | Tijd    | Datum            | Baan           |
| ---------- | ------- | ---------------- | -------------- |
| 500 meter  | 36,05   | 24 februari 2007 | Salt Lake City |
| 1000 meter | 1.08,61 | 11 november 2007 | Salt Lake City |
| 1500 meter | 1.44,23 | 18 februari 2011 | Salt Lake City |
| 3000 meter | 3.57,54 | 16 maart 2001    | Calgary        |
| 5000 meter | 6.54,91 | 17 maart 2001    | Calgary        |

## Resultaten
| Jaar | NK Afstanden               | NK Sprint | WK Sprint | WK Afstanden               | Olympische Spelen                   | WK Junioren |
| ---- | -------------------------- | --------- | --------- | -------------------------- | ----------------------------------- | ----------- |
| 1999 |                            |           |           |                            |                                     | NC20        |
| 2000 |                            |           |           |                            |                                     | 14e         |
| 2001 |                            |           |           |                            |                                     | 13e         |
| 2002 |                            |           |           |                            |                                     | NC30        |
| 2005 | 500m                       | Goud      |           |                            |                                     |             |
| 2006 |                            | Zilver    | 23e       |                            | 14e 1000m 8e 1500m                  |             |
| 2008 | 4e 500m · 1000m · 1500m    | Zilver    | 23e       | 22e 1000m 6e achtervolging |                                     |             |
| 2009 | 500m · 1000m · 1500m       |           |           |                            |                                     |             |
| 2010 | 4e 500m · DQ 1000m · 1500m |           |           |                            | 15e 1000m 8e 1500m 4e achtervolging |             |
| 2012 | 500m · 1000m               | Zilver    |           |                            |                                     |             |

NC# = niet gekwalificeerd voor de laatste afstand, DQ = gediskwalificeerd 